# روشيل
روشيل (بالإنجليزية: Roshel)‏ (مركبات روشيل الذكية المدرعة) هي شركة كندية تصنع المركبات المدرعة المدولبة ومركبات القتال المدرعة.

## التاريخ
كجزء من المساعدات العسكرية التي أعقبت الغزو الروسي لأوكرانيا في 24 فبراير 2022، تبرعت الحكومة الكندية بـ 8 ناقلات جند مدرعة من طراز روشيل سيناتور  للقوات البرية الأوكرانية.  في 18 يناير 2023، أعلنت الحكومة الكندية عن تبرع إضافي بـ 200 ناقلة جنود مدرعة من طراز روشيل سيناتور. بحلول ديسمبر 2023، سلمت شركة روشيل ناقلتها المدرعة رقم 1000 إلى أوكرانيا.

### الجدل
اتهم نائب رئيس الشركة السابق أنطون سيستريتسين شركة روشيل وكبار المديرين التنفيذيين - بما في ذلك الرئيس التنفيذي رومان شيمونوف - برشوة مسؤول أوكراني لتسهيل تأمين صفقة بقيمة 92 مليون دولار من خلال حكومة كندا. وزعمت روشيل أن الحكومة برأتهم بعد التدقيق ولم تجد أي مخالفات، ولكن حتى 7 مايو/أيار 2023 لم يكن التقرير متاحًا للجمهور. رفعت روشيل دعوى مضادة ضد أنطون سيستريتسين بتهمة التشهير.